# Angeliera rivularis
Angeliera rivularis är en kräftdjursart som beskrevs av Jan Hendrik Stock 1985. Angeliera rivularis ingår i släktet Angeliera och familjen Microparasellidae. Inga underarter finns listade i Catalogue of Life.